# Мальдивская кухня
Национальная кухня Мальдивских островов заимствует индийские и арабские традиции. Её нельзя представить без трёх основных ингредиентов: кокосовый орех, рыба и рис.

## Кокосовый орех
Мякоть созревшего кокосового ореха используется для приготовления кокосового молока и кокосового масла.
Кокосовое молоко, вырабатываемая из мякоти кокосового ореха, используют для приготовления десертов и жирных соусов, а также в супах и вторых блюдах. Кокосовое масло применяется для приготовления начинок в вафельные торты и в производстве маргарина.

## Рыба
В приготовлении рыбных блюд на Мальдивах чаще всего используют тунца, в свежем или сушёном виде. Из него готовят самое любимое блюдо мальдивцев — тунец с рисом, приправленный различными соусами и перцем. В качестве лёгкого перекуса популярны: кусочки рыбы в соусе чили, пирожки с рыбой и специями, а также рыба, жаренная в масле.
На завтрак жители островов предпочитают — масхуни — смесь тунца, лука, кокосового ореха и чили.

## Рис
Рис является важной составляющей в мальдивской кухне, он используется в качестве основы. Его едят варёным, а из муки делают роши — местный хлеб, который подают вместе с рыбным коктейлем, приправленным луком, чили и лаймом.
Также рис подают к популярному на Мальдивах блюду — гарудиа — суп из сухой копченой рыбы.

## Карри
На Мальдивских островах карри готовят из тунца с добавлением приправ. Также широко распространено карри из овощей, таких как баклажан и тыквы, с добавлением зелёных бананов и листьев некоторых растений.
В праздничные дни употребляют карри из куриного мяса с различными приправами.

## Десерт
Главный десерт — бонди — белые кокосовые палочки, а также различные фруктовые салаты.

## Напитки
Жители Мальдивских островов в основном пьют зелёный чай, употребляемый с большим количеством молока и сахара. Также жители утоляют жажду соком или местным сладким молоком киру сарбат, а из перебродившего кокосового молока делают слабоалкогольный напиток гаа.